# Refugio Salta
El refugio Salta fue un refugio antártico de Argentina ubicado en los nunataks Moltke, en la barrera de hielo Filchner, en la Costa Confín, frente al mar de Weddell. Administrado por el Ejército Argentino, fue inaugurado el 12 de noviembre de 1957 y dependía de la base Belgrano II.
Fue construido e inaugurado por el general Jorge Edgar Leal (nacido en la provincia de Salta) cuando se desempeñaba como jefe de la Base Belgrano I, en ese entonces la base antártica más austral del mundo.
A principios de la década de 1960 consistía de una construcción de madera de 3 m x 2,5 m x 3 m con provisiones para seis personas durante cuatro meses.
En la campaña antártica de 1974-1975, helicópteros del Ejército Argentino realizaron un reconocimiento glaciológico en la barrera de hielo Filchner en enero de 1975, desde la bahía Halley hasta la Base Ellsworth y desde la base Belgrano I hasta una gran grieta que se conformaba en la barrera al este de la base, comprobando que se estaba desprendiendo, por lo que el refugio Salta se encontraba volcado y flotando sobre un bandejón.
En el sector en donde se hallaba el refugio se formó un gran témpano tabular de unos 100 kilómetros de largo en 1983, por lo que actualmente se encuentra desaparecido, desconociéndose su suerte. El sitio fue inspeccionado en la campaña antártica de 1987-1988.